# Alleanza Patriottica Serba
Alleanza Patriottica Serba (in serbo Српски патриотски савез?, Srpski patriotski savez; abbreviato in serbo СПАС?, SPAS) è stato un partito politico serbo di orientamento nazional-conservatore operativo dal 2018 al 2021, quando è confluito nel Partito Progressista Serbo.

## Risultati elettorali
| Elezione          | Voti | % | Seggi    |
| ----------------- | ---- | - | -------- |
| Parlamentari 2020 |      |   | 11 / 250 |